# なまこ池
なまこ池（なまこいけ、海鼠池）は、上甑島（甑島列島）の北東海岸沿いに横たわる潟湖である。なまこ池の南東海岸沿いに並ぶ貝池（かいいけ）、鍬崎池（くわざきいけ、かざきいけ）、須口池（すぐちいけ）と合わせて甑四湖（こしきよんこ）と呼ばれる。

## 歴史
これらの池は数千年前まで海岸線が入り組んだ入江だったが、縄文海進の時期に上甑島北部の断崖が波で侵食され、海流に乗って運ばれてきた礫が砂嘴を形成し、ついには海を区切って海跡湖となった。浜は10cm × 5cm × 厚さ3-4cm程度の礫が積み重なった礫浜であり、やがて海面が降下して砂州が地上に現れ、現在の長目の浜が形成された。第2代薩摩藩主の島津光久が景観を「眺めの浜」と称えたことが名称の由来である。

## 特徴
丸い小石で形成された長さ約2kmの砂州によって東シナ海から分離されているが、石の隙間を通して海水が出入りしており潮の満ち引きに合わせて湖面が上下する。1998年の調査では、なまこ池の塩分濃度は30～34 ‰（パーミル）、貝池は20～29 ‰、鍬崎池は5～9 ‰、須口池は33.3 ‰だった。直接海と通じているわけではなく、礫洲を通じて湖水・海水の交換が行なわれるため、水位の変化は日本の他の汽水湖沼と比べて極めて小さい久。水位の変化はなまこ池で最大23cm、貝池で最大4cmであり、水位変化の周期は2湖で同じである。なまこ池と貝池は細い水路でつながっているが、貝池の方がなまこ池よりも水位が高いため、貝池からなまこ池に池水が流出している事が多いが、風向きによってはなまこ池から貝池へ流出する事もある。

### なまこ池
なまこ池は面積0.52 km2、最大水深22mの汽水池であり、湖水面は海の干満に3-4時間遅れて上下する。薩摩藩の時代に大村湾からの搬送中に入れられたとされる海鼠が名称の由来であり、現在も繁殖している。湖岸にはアコヤガイが密生しており、ボラ、キス、シマイサキなどの魚介類が生息する。

### 貝池
貝池は面積0.16 km2、最大水深11mの汽水池である。上部は流れ込んだ雨水で低濃度の塩水となり、下部は春から夏に侵入した海水が停滞して高濃度の塩水となっている（部分循環湖）。下部の海水層は多量の硫化水素を含んでおり、特別な微生物しか生息できない。水深約5mにある上部と下部の境目には、バルト海沿岸の湖と貝池のみでしか確認されていないクロマチウムという光合成硫黄細菌が濃密に分布し、20cmの厚さの赤紫色の帯が広がっている。

### 鍬崎池
読みは、「くわざきいけ」又は「かざきいけ」である。海鼠池・貝池とは独立した湖で，表面積は0.14km2，最大水深は5.9mである。塩分濃度は、5～9 ‰（0.5～0.9パーセント）であり、淡水に近い。